# Fuchsia cyrtandroides
Fuchsia cyrtandroides là một loài thực vật có hoa trong họ Anh thảo chiều. Loài này được J.W.Moore mô tả khoa học đầu tiên năm 1940.